# 横浜市立西金沢義務教育学校
横浜市立西金沢義務教育学校（よこはましりつにしかなざわぎむきょういくがっこう）は、神奈川県横浜市にある市立の義務教育学校である。条例名は、横浜市立⻄金沢義務教育学校であるが、通称として横浜市立義務教育学校西金沢学園（よこはましりつぎむきょういくがっこうにしかなざわがくえん）が使用されている。

## 概要
横浜市立西金沢義務教育学校は、横浜市金沢区に設置されている公立学校である。2017年、霧が丘とならび横浜市初の施設一体型義務教育学校として開校した。本校舎は旧横浜市立釜利谷西小学校の、分校舎は旧横浜市立西金沢中学校の校舎を利用している。

## 沿革

### 経緯
当校は横浜市立釜利谷西小学校、横浜市立西金沢中学校を前身とする。両校は、2010年度より横浜市立小中一貫校西金沢小中学校として小中一貫教育を実施した。2017年、義務教育学校に移行した。

### 年表
- 2010年4月1日 - 横浜市立釜利谷西小学校と横浜市立西金沢中学校が横浜市立小中一貫校西金沢小中学校として小中一貫教育を開始。
- 2017年4月1日 - 横浜市立西金沢義務教育学校開校[1]

## 教育目標

### 学校教育目標
「世界を見つめ、共に生きる中で、自らの生き方を創り出す力を育てます」
- に……人間愛豊かな心をはぐくみます（徳・公）→「人間愛」
- し……自主・自立の力を高めます（知・体・公）→「自主・自立」
- か……考える力を伸ばします（知・開）→「考える力」
- な……仲間づくりや地域社会へのかかわりを大切にします（徳・公・開）→「なかま・まち」[2]

## 学校行事
- 4月 始業式・入学式
- 5月
- 6月

- 7月 終業式
- 8月
- 9月 始業式

- 10月
- 11月
- 12月 終業式

- 1月 始業式
- 2月
- 3月 終業式・卒業式

## 部活動
- 運動系部活動
  - 野球部
  - 陸上競技部
  - 卓球部
  - 硬式テニス部
  - バスケットボール部
  - ソフトテニス部（女子）
- 文化系部活動
  - 美術部
  - 合唱部

## 通学区域
- 横浜市金沢区[3]
  - 釜利谷町の一部
  - 釜利谷西一丁目の一部
  - 釜利谷西二丁目の一部
  - 釜利谷西三丁目
  - 釜利谷西四丁目
  - 釜利谷西五丁目
  - 釜利谷西六丁目
  - みず木町

## 交通
- 本校舎
  - 京浜急行電鉄本線金沢文庫駅より京浜急行バス乗車。西小学校前バス停で下車し、徒歩3分[4]。
- 分校舎
  - 京浜急行電鉄本線金沢文庫駅より京浜急行バス乗車。中学校前バス停で下車し、徒歩2分[4]。